# Ludwigsburg (Slesvig)
 For alternative betydninger, se Ludwigsburg (flertydig). (Se også artikler, som begynder med Ludwigsburg)
Ludwigsburg (tysk) eller Kohoved, Kohøved (på dansk også Ludvigsborg) er en herregård / et gods i det nordlige Tyskland, beliggende nordøst for Egernførde ved landsbyen Vabs på halvøen Svans i Sydslesvig. Gården hed før Kohøved, men blev i 1768 omdøbt til Ludwigsburg efter den danske konges statholder i Hertugdømmerne Slesvig og Holsten Friedrich Ludwig von Dehn.
Godset har rødder i middelalderen. Stedet tilhørte den slesvigske biskop. I 1300-tallet oprettede familien Sehested her ved Kobækken vandborgen Kohøved. Navnet Kohøved blev første gang nævnt i 1500-tallet. 1564 faldt godset til familien Rantzau. 1670 kom godset til den holstenske adelfamilie Ahlefeldt, kort tid efter i 1672 kom godset til familien Kielmannsegg. l 1729 erhverede den kongelige statholder Ludvig von Dehn stedet.
Hovedbygningen ombyggedes cirka 1730-42 til et barokhus i fire etager og tilskrives, ligesom det nærtbeliggende gods Grønholt, Johann Gottfried Rosenberg. Oprindeligt blev det harmoniske barokanlæg afsluttet med et halvcirkulært staldanlæg, kaldet krumhuset, men det blev revet ned i 1967 og kun endepavillonerne findes endnu. Det er særligt pga. ligheder mellem krumhuset og heholdsvis Rosenbergs staldbygninger ved Plön Slot og de palæer, han tegnede i Bredgade (Bernstorffs og Dehns Palæ), at anlægget tilskrives ham. Et andet indicium er desuden, at Dehn lod Rosenberg bygge sit palæ i København.
I bygningens indre findes det brogede kammer (på tysk Bunte Kammer) fra 1670'erne, beklædt med paneler med indsatte malerier med symbolsk indhold og sentenser på flere sprog. Riddersalen og de tilstødende rum er udført i overdådig rokokostil.
Porthuset stammer fra cirka 1580. Bygningerne er nænsomt restaureret. I dag er dele af Ludvigsborg indrettet til ferieboliger, café og gårdbutik og ejes af familien Carl.
- Porthus
- Hovedbygning fra nordvest
- Parti af Bunte Kammer

## Eksterne links
- Herregårdens hjemmeside
- Billeder af herregården (Webside ikke længere tilgængelig)

54°30′47.51″N 9°55′53.68″Ø / 54.5131972°N 9.9315778°Ø